# Simón Planas
Simón Planas Guaderrama (Jobal, Cabudare, estado Lara, Venezuela, 6 de mayo de 1813 - 22 de abril de 1864) fue un político, estadista y filósofo venezolano. Secretario del Interior, Justicia y Relaciones Exteriores durante la presidencia de José Gregorio Monagas, fue el redactor de la ley de abolición de la esclavitud en Venezuela.

## Familia
Hijo de Bernabé Planas Espinoza (Primer Gobernador de la Provincia de Barquisimeto) y de Mercedes Guaderrama. Pertenece a una familia de próceres de la independencia entre los cuales se encuentran sus tíos el presbítero Pedro Planas, muerto en acción en la puerta de Bobare y su hermano el comandante José Antonio Planas Guaderrama, jefe del cuerpo de caballería en la Batalla de los Horcones. Simón Planas es abuelo del diplomático y académico Simón Planas Suárez (1879-1967).

## Vida
Ejerció diversas funciones, entre ellas la de procurador judicial de Barquisimeto. En 1845 organizó un movimiento doctrinario liberal en el estado Lara, y durante el asalto al Congreso de Venezuela de 1848, Simón Planas apoya al general José Tadeo Monagas, presidente de la república, logrando que el general Florencio Jiménez se colocase al lado de los liberales, haciendo triunfar esta tendencia y evitando una contienda militar en la región.
Fue nombrado senador al Congreso Nacional en 1849 y en 1853; José Gregorio Monagas lo nombra Secretario (Ministro) de Relaciones Interiores, Justicia y Relaciones Exteriores, y desde allí promueve la aprobación de la Ley de abolición de la esclavitud el 24 de marzo de 1854. 
En 1855, se retira del quehacer político y viaja al exterior, siendo condecorado en Francia por el Emperador Napoleón III Bonaparte con la insignia de Gran Oficial de la Legión de Honor por su lucha por la igualdad de los hombres.
En 1864, de regreso al país, el mariscal Juan Crisóstomo Falcón, lo nombra Ministro del Interior y de Justicia, por lo que su firma aparece refrendando la constitución federal de 1864. Fallece el 22 de abril del mismo año; durante la presidencia del general Francisco Linares Alcántara en 1877 sus restos son trasladados al Panteón Nacional.